# (37787) 1997 SX24
1997 SX24 (asteroide 37787) é um asteroide da cintura principal. Possui uma excentricidade de 0.13546250 e uma inclinação de 3.72449º.
Este asteroide foi descoberto no dia 30 de setembro de 1997 por Spacewatch em Kitt Peak.